# Karel Linha
Karel Linha (20. října 1833 Orlík nad Vltavou – 9. října 1887 Praha) byl český právník, veřejný činitel a tělovýchovný funkcionář. Publikoval odborné články v časopise Právník. Od dubna 1883 zastával funkci starosty Sokola.

## Život
Narodil se 20. října 1833 na Orlíku jako syn hospodářského úředníka na schwarzenberském panství. Od roku 1844 studoval na gymnáziu v Písku, r. 1848 přestoupil na gymnázium do Prahy. V roce 1852 byl přijat na pražskou právnickou fakultu, kterou absolvoval v roce 1858.
Právnickou praxi získával jako advokátní koncipient u Ig. Hauschilda. Roku 1868 si otevřel vlastní kancelář. Psal odborné články do časopisu Právník. Stal se komisařem pro zkoušky kandidátů advokacie, členem ředitelství spolku pro podporu vdov a sirotků po právnících a členem výboru Advokátní komory pro Království české.
Již od mládí byl veřejně činný. V sedmnácti letech vstoupil do Matice české. Na univerzitě se stal členem výboru Akademického čtenářského spolku. Později pořádal národní besedy na podporu stavby Národního divadla. V letech 1858-60 se zasazoval o to, aby disputace na pražské univerzitě probíhaly v češtině.
Byl rovněž dlouholetým členem Sokola (strávil zde 15 let). Když po zvolení pražským starostou odstoupil z čela této organizace Tomáš Černý, požádali další členové předsednictva v březnu 1883 Linhu, aby se stal jeho nástupcem. Ten nabídku přijal a v dubnu byl na valné hromadě zvolen starostou pražského Sokola. 12. dubna ho do funkce slavnostně uvedl Miroslav Tyrš; v projevu vyzdvihl jeho smysl pro spravedlnost, vlastenectví a ideály prosazované Jindřichem Fügnerem.
Jako starosta Sokola se Linha musel vypořádat s úředním zákazem připravovaného všesokolského sletu. Během jeho funkčního období také zemřel Miroslav Tyrš (1884) a Prahu dvakrát navštívila delegace amerického Sokola (1885 a 1887), za velkého zájmu české veřejnosti.
Zemřel nečekaně po krátké nemoci, na edém plic. Pohřben byl na Olšanech.